# Varennes-sur-Allier
Varennes-sur-Allier ist eine französische Gemeinde mit 3.588 Einwohnern (Stand: 1. Januar 2022) im Département Allier in der Region Auvergne-Rhône-Alpes; sie gehört zum Arrondissement Vichy und zum Kanton Saint-Pourçain-sur-Sioule. Varennes-sur-Allier ist Mitglied Verwaltungssitz der Entr’Allier Besbre et Loire.

## Geografie
Varennes-sur-Allier liegt etwa 20 Kilometer nördlich von Vichy am Fluss Allier, in den hier sein Zufluss Valençon einmündet. Umgeben wird Varennes-sur-Allier von den Nachbargemeinden Saint-Loup im Norden, Montoldre im Osten, Rongères im Südosten, Créchy im Süden, Paray-sous-Briailles im Westen sowie Saint-Pourçain-sur-Sioule im Westen und Nordwesten.
Durch die Gemeinde führen die Route nationale 7 und die Route nationale 209 sowie die frühere Route nationale 146.
Die Gemeinde besitzt seit 1853 einen Haltepunkt an der Bahnstrecke Moret-Veneux-les-Sablons–Lyon-Perrache, welcher von Zügen des TER Auvergne-Rhône-Alpes der Verbindung Moulins–Clermont-Ferrand bedient wird.

## Geschichte
Reste einer frühen Brücke über den Allier können auf das dritte nachchristliche Jahrhundert datiert werden.
Auf das 11. und 12. Jahrhundert wird die Kapelle Notre-Dame de la Ronde datiert.

### Bevölkerungsentwicklung
| Jahr                       | 1962 | 1968 | 1975 | 1982 | 1990 | 1999 | 2006 | 2011 | 2018 |
| Einwohner                  | 4020 | 4712 | 4907 | 4751 | 4413 | 4072 | 3855 | 3574 | 3593 |
| Quellen: Cassini und INSEE |      |      |      |      |      |      |      |      |      |

## Sehenswürdigkeiten
- Kirche Saint-Julien von Varennes
- Priorat

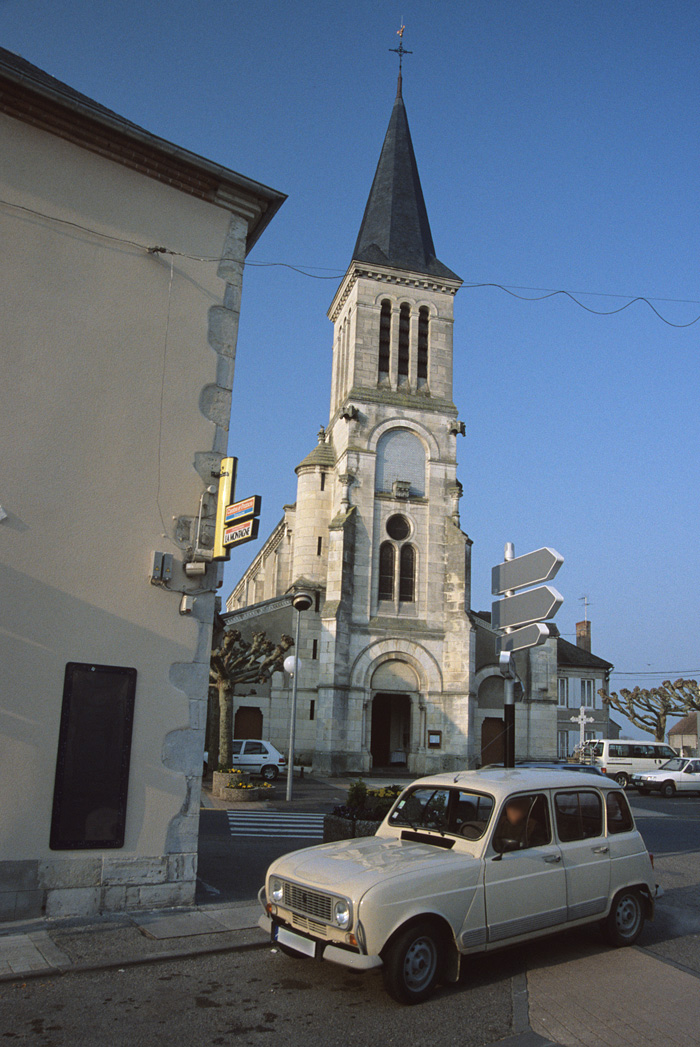
Kirche von Varennes-sur-Allier

Siehe auch: Liste der Monuments historiques in Varennes-sur-Allier